# Сестри Леванте (Ђенова)
Сестри Леванте (итал. Sestri Levante) је насеље у Италији у округу Ђенова, региону Лигурија.
Према процени из 2011. у насељу је живело 16963 становника. Насеље се налази на надморској висини од 5 м.

## Становништво
Према резултатима пописа становништва 2011. у општини је живело 18.172 становника.
| 1931.  | 1936.  | 1951.  | 1961.  | 1971.  | 1981.  | 1991.  | 2001.  | 2011.  |
| ------ | ------ | ------ | ------ | ------ | ------ | ------ | ------ | ------ |
| 15.640 | 16.237 | 17.088 | 19.151 | 21.200 | 21.501 | 20.470 | 19.084 | 18.172 |

## Партнерски градови
- Дол